# Perrine Clauzel
Pour les articles homonymes, voir Clauzel.
Perrine Clauzel, née le 5 avril 1994 à Colmar, est une coureuse cycliste française spécialiste de VTT cross-country et cyclo-cross.
Elle est la sœur de la cycliste Hélène Clauzel.

## Biographie
Perrine Clauzel pratique le cyclisme depuis son plus jeune âge. Elle commence par les compétitions régionales puis nationales avec notamment le Trophée de France des jeunes vététistes. Elle se forme au sein de la structure sport étude du Pôle France de VTT à Besançon ainsi que lors de nombreux stages en équipe de France.
En 2016, elle participe aux Jeux olympiques d’été organisés à Rio de Janeiro.
En 2022, elle court au sein de l'équipe Saint Michel-Auber 93. Elle fait une saison complète avec cette équipe mais ne participe pas au premier Tour de France Femmes.

## Palmarès en VTT

### Championnats du monde
- Chengdu 2017
  -  Médaillée de bronze du cross-country eliminator

### Coupe du monde
- Coupe du monde de cross-country espoirs
  - 2013 : 11e du classement général
  - 2014 : 7e du classement général
  - 2015 : 11e du classement général

- Coupe du monde de cross-country
  - 2016 : 24e du classement général
  - 2017 : 55e du classement général
  - 2021 : 68e du classement général

- Coupe du monde de cross-country eliminator
  - 2017 : 8e du classement général

### Championnats d'Europe
- Chies d'Alpago 2015 
  -  Championne d'Europe de cross-country espoirs

### Championnats de France
- 2011
  -  Championne de France de cross-country juniors
- 2013
  - 2e du championnat de France de cross-country espoirs
- 2014
  - 3e du championnat de France de cross-country espoirs
- 2015
  -  Championne de France de cross-country eliminator
  -  Championne de France de cross-country espoirs
  - 2e du championnat de France de cross-country élites
- 2016
  -  Championne de France de cross-country espoirs
- 2017
  -  Championne de France de cross-country eliminator
- 2018
  - 2e du championnat de France de cross-country eliminator

## Palmarès en cyclo-cross
- 2016-2017
  - 2e de la Coupe de France
- 2019-2020
  - Chazal Cup Vittel, Vittel
  - Canyon Cross Race, Vittel
  - EKZ CrossTour #1, Aigle
  - Coupe de France #1, La Mézière
  - 2e de l'EKZ CrossTour
  - 3e du championnat de France de cyclo-cross
- 2020-2021
  - 2e du championnat de France de cyclo-cross
  - 5e du championnat d'Europe de cyclo-cross
- 2021-2022
  - Cyclo-cross International de la Solidarité, Lutterbach
- 2022-2023
  - 2e de la Coupe de France
  - 3e du championnat de France de cyclo-cross
- 2024-2025
  - Swiss Cyclocross Cup #5, Dielsdorf